# Farø
Farø er en ø mellem Sjælland og Falster. Farøbroerne forbinder Sjælland med Falster via Farø. En dæmning forbinder Farø med Bogø. Denne dæmning blev færdiggjort i 1979 i forbindelse med arbejdet på Farøbroerne, og har opslugt den mindre, ubeboede holm Kragetinget. Dæmningen består af indpumpet sand, som er tilsået med græssorter, der tåler havvand. Skråningerne er flade og uden stensikring, så de på naturlig måde indgår i landskabet. Arbejdet begyndte i starten af 1978 og omfattede også jord- og vejarbejder på Farø for den kommende bro. En stor arbejdshavn blev anlagt, hvor materialer til byggeriet kunne losses. Efter arbejdets afslutning blev havnen og arbejdspladsen fjernet. Farøbroerne blev indviet den 4. juni 1985.
Farø hører til Bogø Sogn i Vordingborg Kommune.
- Areal: 0,93 km².
- Indbyggere: 4 (1. januar 2024).[1]

| Farø. Folketal 1. januar |      |      |      |      |      |      |      |      |      |      |      |
| 1901                     | 1911 | 1921 | 1930 | 1945 | 1960 | 1976 | 1990 | 2000 | 2010 | 2015 | 2018 |
| 0                        | 22   | 28   | 27   | 19   | 17   | 5    | 5    | 5    | 5    | 5    | 4    |

## Farøs historie
I 1600-tallet var der en vis konkurrence mellem præsterne i Vordingborg og på Bogø om den kirkelige betjening af Farø-boerne. På et landemode i Maribo i 1632 forbød præsten i Vordingborg Bogø-præsten at betjene beboerne af Farø, fordi den hørte til Vordingborg Len og sogn. Bogø-præsten blev pålagt at afholde sig fra al kirketjeneste for Farø-boerne, undtagen i yderste nød. 
I 1754 blev den kirkelige betjening af Farø ved kongeligt reskript af 19. april efter bøndernes eget ønske overført fra Vordingborg Sogn til Bogø Sogn hvor de herefter ydede præsteoffer, mens de dog fortsat betalte kirketiende og præstetiende til sognepræsten i Vordingborg. Ved kongeligt reskript af 25. januar 1805 bestemtes det, at Farøs præstetiende herefter skulle betales til Bogø sognekald, mens Farøs kirketiende fortsat skulle erlægges til Vordingborg kirke.
Farø-bonden Rasmus Stæhrs dagbog giver et detaljeret indblik i livet på den lille ø i første halvdel af 1800-tallet. Allerede Illustreret Tidende havde øje for Stæhrs interessante dagbog, og de uddrag, som er blevet publiceret i den lokale presse har været populær læsning.
Børnenes skolevej fra Farø til Bogø blev igennem tiden klaret på forskellige måder. Normalt sørgede de voksne for transporten med båd eller vogn, alt efter vandstand og vejr, men det hændte også, at børnene fik lov at ro selv.

## Farø i dag
Øens rasteplads ved frakørsel 42 på motorvejen, der forbinder Sjælland og Falster, er et populært stop for især turister i sommermånederne. Ved rastepladsen ligger også den karakteriske hvide bygning tegnet af arkitekt Henning Larsen, som gennem årene har huset både vejmuseum, chokolademuseum og cafeteria. I dag er bygningen hovedkontor for Storstrøm Forsikring g/s, som flyttede ind i august 2023.